# İnlice, Sincik
İnlice (tiếng Kurd: Geler) là một thị trấn thuộc huyện Sincik, tỉnh Adıyaman, Thổ Nhĩ Kỳ. Dân số thời điểm năm 2021 là 2.192 người.